# Championnat des Bermudes de football 1995-1996
Navigation
Saison suivante
La saison 1995-1996 du Championnat des Bermudes de football est la trente-troisième édition de la Premier Division, le championnat de première division aux Bermudes. Les dix formations de l'élite sont réunies au sein d'une poule unique où elles s'affrontent deux fois au cours de la saison. À l'issue du championnat, les deux derniers du classement sont relégués et remplacés par les deux meilleurs clubs de deuxième division.
C'est le Vasco da Gama FC qui remporte la compétition cette saison après avoir terminé en tête du classement final, avec deux points d'avance sur North Village Red Devils et dix-huit sur St George's Colts. Il s’agit du tout premier titre de champion des Bermudes de l'histoire du club.

## Les clubs participants
- Southampton Rangers - Promu de Second Division
- Vasco da Gama FC
- Dandy Town Hornets
- PHC Zebras
- North Village Red Devils
- Boulevard Blazers
- Somerset Cricket Club Trojans
- Devonshire Colts
- Somerset Eagles FC
- St George's Colts

## Compétition
Le barème de points servant à établir le classement se décompose ainsi :
- Victoire : 3 points
- Match nul : 1 point
- Défaite : 0 point

### Classement
| Rang | Équipe                        | Pts | J  | G  | N | P  | Bp | Bc | Diff |
| ---- | ----------------------------- | --- | -- | -- | - | -- | -- | -- | ---- |
| 1    | Vasco da Gama FC              | 44  | 18 | 14 | 2 | 2  | 52 | 14 | +38  |
| 2    | North Village Red Devils      | 42  | 18 | 12 | 6 | 0  | 37 | 12 | +25  |
| 3    | St George's Colts             | 26  | 18 | 8  | 2 | 8  | 26 | 30 | -4   |
| 4    | Dandy Town Hornets            | 25  | 18 | 7  | 4 | 7  | 46 | 30 | +16  |
| 5    | Boulevard Blazers'T'C         | 25  | 18 | 5  | 9 | 4  | 32 | 19 | +13  |
| 6    | PHC Zebras                    | 24  | 18 | 7  | 3 | 8  | 26 | 28 | -2   |
| 7    | Devonshire Colts              | 23  | 18 | 5  | 8 | 5  | 18 | 16 | +2   |
| 8    | Southampton RangersP          | 22  | 18 | 7  | 1 | 10 | 20 | 26 | -6   |
| 9    | Somerset Cricket Club Trojans | 17  | 18 | 4  | 5 | 9  | 20 | 30 | -10  |
| 10   | Somerset Eagles FC            | 3   | 18 | 1  | 0 | 17 | 13 | 85 | -72  |

|  | Champion des Bermudes 1995-1996                                                         |
|  | Relégation en Second Division                                                           |
|  | T : Tenant du titre C : Vainqueur de la Coupe des Bermudes P : Promu de Second Division |

## Bilan de la saison
| Championnat des Bermudes de football 1995-1996 |                               |
| Champion                                       | Vasco da Gama FC (1er titre)  |
| Coupes et trophées                             |                               |
| Vainqueur de la Coupe des Bermudes 1995-1996   | Boulevard Blazers             |
| Qualifications continentales                   |                               |
| Coupe des champions de la CONCACAF 1996        | Aucun                         |
| Promotions et relégations                      |                               |
| Promus en Premier Division                     | St David Island               |
| Promus en Premier Division                     | Devonshire Cougars            |
| Relégués en Second Division                    | Somerset Cricket Club Trojans |
| Relégués en Second Division                    | Somerset Eagles               |